# ميشيل غارسيا
ميشيل غارسيا (بالإسبانية: Michel García)‏ (27 أغسطس 1986 بمدينة مكسيكو في المكسيك - ) هو لاعب كرة قدم مكسيكي في مركز الوسط. لعب مع نادي أمريكا ونادي نيكاكسا وAlbinegros de Orizaba ‏.

## وصلات خارجية
- ميشيل غارسيا على موقع Soccerway.com (الإنجليزية)